# هوشهایم
هوشهایم (به آلمانی: Höchheim) یک شهر در آلمان است که در رن-گرابفلد واقع شده‌است. هوشهایم ۱٬۲۳۶ نفر جمعیت دارد.